# Atriplex suckleyi
Atriplex suckleyi là loài thực vật có hoa thuộc họ Dền. Loài này được (Torr.) Rydb. mô tả khoa học đầu tiên năm 1900.